# Ophiothrix luetkeni
Ophiothrix luetkeni är en ormstjärneart som beskrevs av Wyville Thomson 1873. Ophiothrix luetkeni ingår i släktet Ophiothrix och familjen Ophiothrichidae. Inga underarter finns listade i Catalogue of Life.